# Pepo
Magister Pepo az Irnerius előtti Bologna jelentős, de kevéssé ismert jogásza volt a 11. század második felében. Nevének több változatát ismerjük, mint pl. Pepone, Pepus, Peppo, Pepulus.
Csak töredékes említések maradtak róla. Gualfredus a „bolognaiak tündöklő fényessége” (clarum bononiensum lumen), Radulphus Niger az „újjáéledő római jog felkelő hajnala” (aurora surgens iuris civilis) kitüntető címmel illeti. Odofredus viszont ezt írja: „Egy bizonyos Pepo úr saját magától kezdett jogot tanítani, de akármilyen is volt a tudománya, neve jelentéktelen maradt. De Irnerius ...” (Quidam dominus Pepo cepit autoritate sua legere in legibus, tamen quicquid fuerit de scientia sua nullius nominis fuit. Sed dominus Yr. ...) Azaz a következő mondatban már Irneriusról kezd beszélni. Mindenesetre ez azt bizonyítja, hogy Pepo nem egy legendás alak, hanem létező személy volt.
Nem lehetett jelentéktelen személy, mert a 11. század második feléből több ítéletlevél is említi a nevét. 1088-ban „jegyző és bíró” (notarius et iudex). 1090-ben „Pepo, a császári palota jegyzője és bírája” (Pepo notarius et iudex sacri palatii domini imperatoris). 1075-ben saját kezűleg ír alá: „Én, Pepo szubdiakónus a saját kezemmel írtam alá” (Ego Pepo subdiaconus manu mea subscripsi). 1076-ban „Pepo jogtanító”-ról (Pepo legis doctor) beszél egy különösen fontos ítéletlevél, amelyik a legkorábbi forrásunk arra vonatkozóan, hogy a Digestát törvényként alkalmazták. A Pepo név nem volt ritka 10-13. században, viszont a kutatók azt valószínűsítik, hogy a szubdiakónus kivételével egy és ugyanazon személyről van szó.
Radulphus Niger elmond egy másik fontos részletet is Pepóról egy büntetőper kapcsán, ami a birodalmi törvénynapon a császár előtt Lombardiában összegyűltek előtt folyt. A per tárgya szerint egy szabad ember meggyilkolt egy szolgát. A bírók egy része a középkori longobárd joggyűjtemény, a Lombarda alapján – amely ilyen este 16-60 solidus pénzbüntetést rendel – csupán pénzbüntetést akart kiszabni. Pepo azonban az Institutiókra és a Codexre hivatkozva halálbüntetést kért. Azzal érvelt, hogy a szolga meggyilkolásáért ugyanaz a büntetés jár, mint a szabad emberéért, hiszen nem lehet egyik ember életét többre értékelni, mint a másikét. Pepo érvelésében valószínűleg az I. 1.1.4-re támaszkodott, mert a híradás szerint nem ismerte a Digestát (Pandecte nullam habens noticiam). A régi jog szerint ítélkező bírák megrökönyödésére a császár Pepo érvelését tette magáévá. Valószínűsíthető, hogy mindez valamikor 1081 és 1090 között történt. Ez a kor a római jog előretörésének kora volt a régi szokásjog ellenében, s Raduplhus Niger ennek élharcosaként ábrázolja Pepót.
Feltételezés szerint Pepo lehet a Brachylogus nevű középkori jogi tankönyv szerzője. Az emellett szóló érvek között szerepel, hogy a már említett 1076-os ítéletlevél, amelyik „Pepo jogtanító”-ról beszél a Digestának ugyanazt a ritkán idézett szakaszát idézi, amelyet a rövid Brachylogus is és más helyen is azonos a szóhasználatuk.
A Bolognában tevékenykedő, jelentős személynek létszó Pepóval kapcsolatban rendkívül különös, hogy a róla szóló híradások szinte kivétel nélkül külföldiek. Radulphus Niger is párizsi forrásokra alapoz. A gregoriánus reformok idején Európában gyakran skizmatikus egyházak jöttek létre. Bolognában a császárpárti szakadárok saját püspököt választottak, Sigismundus szerint egy Petrus nevű személyt, aki más forrásokban Pepolus melléknévvel szerepel. Elképzelhető, hogy itt Pepóról van szó, akinek a császárral való jó viszonyát bizonyítja, hogy sikerült a császárt meggyőznie a lombardiai birodalmi törvénynapon a római jog szerinti ítéletről. A 12. század elejére a schisma megszűnt, a pápapárti utókor pedig nyilván igyekezett megszabadulni Bolgnában minden kompromittáló emléktől, így a Pepóra való hivatkozásoktól is.